# Junior Pope

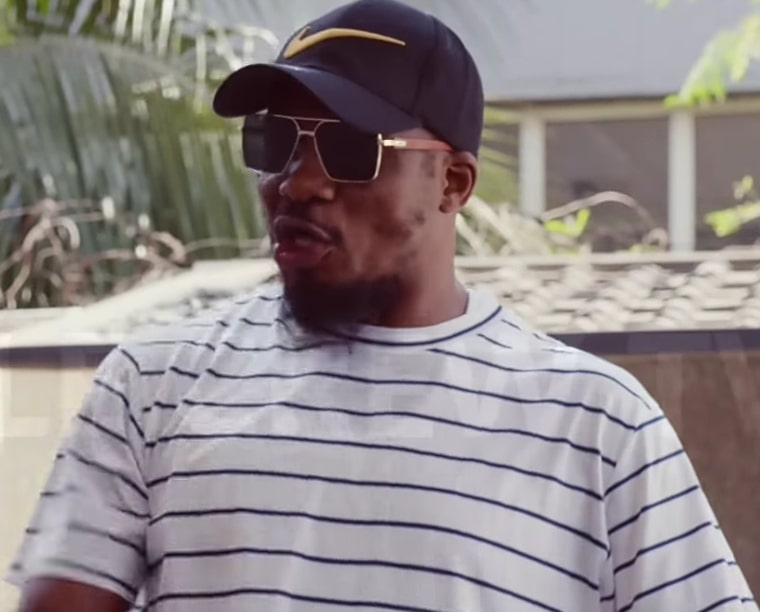
Junior Pope

Pope Obumneme Odonwodo (* 7. Mai 1984 in Bamenda, Kamerun; † 10. April 2024 in Asaba), auch bekannt als Junior Pope, war ein nigerianischer Schauspieler und Filmemacher. Er begann 2006 mit der Schauspielerei und trat 2007 in dem Film Secret Adventures und 2010 in dem Film Bitter Generation auf.
Odonwodo war verheiratet und hatte drei Kinder. Er ertrank am 10. April 2024 auf der Fahrt zu einem Drehort im Anam River.
In Nachrufen hieß es, Junior Pope sei für sein einzigartiges schauspielerisches Können bekannt gewesen und bleibe dafür in Erinnerung.